# Ghost Shark (film, 2013)
Pour plus de détails, voir Fiche technique et Distribution.
Ghost Shark est un film d'horreur américain réalisé par Griff Furst, sorti en 2013. Furst a été rejoint par Paul A. Birkett et Eric Forsberg pour l’écriture du scénario. Le film a été présenté pour la première fois sur Syfy le 22 août 2013,.
Bien qu’il ait été dénigré par les critiques, le film a eu un certain succès en attirant l’attention des médias sociaux en raison de sa prémisse fantastique. Des sites Web tels que Vulture.com commenté des moments du film. Une suite non officielle, Ghost Shark 2: Urban Jaws, est sortie le 1er juillet 2015. Les deux films ne sont pas liés en termes de narration, à part le fait qu’ils sont tous deux des films mettant en vedette des requins tueurs.

## Synopsis
Lorsqu’un grand requin blanc mange la prise potentielle d’un pêcheur sportif, l’homme et sa fille ripostent violemment en torturant sadiquement et en tuant le requin. Le cadavre du requin s’enfonce alors au fond d’une grotte sous-marine. Il est ensuite ressuscité en tant que requin fantôme en raison des mystérieuses propriétés paranormales de la grotte.
Maintenant avide de vengeance, le requin fantôme mange ses tueurs redneck, avec le capitaine de leur bateau. Il jette finalement son dévolu sur le reste de la communauté locale dans la ville balnéaire de Smallport, en Floride. En raison de la nouvelle forme spectrale du grand blanc, il peut attaquer et tuer n’importe qui, tant qu’il y a même la plus petite quantité d’eau à proximité. Cela lui permet de sortir d’une piscine, d’une baignoire, d’un seau, d’un tuyau en métal et même d’une tasse à boire. Il tue de nombreuses personnes dans plusieurs endroits inattendus.
La terreur est apparemment hors de contrôle, et un groupe de jeunes qui tentent de trouver des réponses finissent par voir leurs avertissements ignorés. Le maire local est en pleine campagne pour sa réélection, et les autres autorités ne veulent pas croire au fantôme. L’adolescente Ava Conte (Mackenzie Rosman) jure d’en finir avec le spectre, après qu’il a dévoré son père et plusieurs amis. Elle fait équipe avec un gardien de phare local nommé Finch (Richard Moll). Finch prétend connaître les secrets de la nouvelle forme du requin. Apparemment, lorsque la grotte était encore au-dessus de l’eau, c’est là qu’un esclave afro-américain mourant a jeté une malédiction vaudou sur toute la ville.
Après avoir été arrêté, harcelé, menacé et autrement entravé dans leur lutte, le petit groupe parvient finalement à tuer la créature une fois pour toutes,.

## Distribution
- Mackenzie Rosman : Ava Reid
- Dave Randolph-Mayhem Davis : Blaise Parker
- Sloane Coe : Cicely Reid
- Jaren Mitchell : Cameron Stahl
- Richard Moll : Finch
- Lucky Johnson : le maire Frank Stahl
- Tim Taylor : l’adjoint Hendricks
- Shawn C. Phillips : Mick
- Thomas Francis Murphy : le chef Martin

## Réception critique
L’accueil critique de Ghost Shark a été principalement négatif. Le film obtient une note de 29% sur le site agrégateur de critiques Rotten Tomatoes, basé sur sept critiques. Par exemple, le critique Jim Vorel, écrivant pour Paste, a qualifié le film de « film abrutissant », présentant de graves problèmes « de ses performances à son exécution horrible dans la salle de montage ». Il a conclu : « Le film viole la règle la plus cruciale du cinéma trash : vous pouvez être stupide, mais ne soyez pas ennuyeux. » Vorel a particulièrement critiqué le fait que le personnage de Cicily, joué par Sloane Coe, soit filmé de manière sexuellement suggestive dans plusieurs scènes malgré le fait qu’elle soit identifiée comme étant trop jeune pour avoir un permis de conduire (et est probablement en dessous de l’âge du consentement.
L’une des rares critiques mitigées à positives pour Ghost Shark est venue de Horrornews.net, le film ayant obtenu une note de cinq sur dix. Le film a été étiqueté comme présentant à la fois « des effets spéciaux qui feraient grincer des dents un étudiant en cinéma », mais aussi un « casting bien expérimenté mélangé à des nouveaux arrivants au visage frais et enthousiaste ». Le film a été comparé, à la fois positivement et négativement, à un épisode de l’un des dessins animés de Scooby-Doo. En outre, bien qu’il ait été dénigré par la critique, le film a eu un certain succès en attirant l’attention des médias sociaux, avec des sites Web tels que Vulture.com et la chaîne Youtube Fact Fiend avec Karl Smallwood commentant des moments du film.